# En el día de hoy (novela)
En el día de hoy es una novela de Jesús Torbado, ganadora del Premio Planeta en 1976. Es una ucronía que plantea qué hubiera pasado si la guerra civil española (1936-1939) la hubiera ganado el bando republicano y no el bando fascista. El título hace referencia al último parte de guerra —y único firmado por el propio Francisco Franco—, el cual empieza con esas mismas palabras. El parte de guerra que aparece en la novela es prácticamente un calco del de Franco aunque firmado por Manuel Azaña, Presidente de la República, y dice así (las únicas palabras cambiadas aparecen en negrita): "En el día de hoy, cautivo y desarmado el ejército faccioso, han alcanzado las tropas republicanas sus últimos objetivos militares. La guerra ha terminado. - Madrid, 1 de abril de 1939"

## Argumento
En 1939, el bando republicano se alza con la victoria y derrota, por fin, a los franquistas. Durante la batalla del Ebro, Francia abre sus fronteras para dejar pasar suministros y abastecimientos para el bando republicano. El gobierno de izquierdas, entonces, decide expulsar a los rebeldes del país y estos bien huyen a Portugal, bien huyen a Cuba (el propio Franco elige este destino). Ernest Hemingway, que se ha afincado en la capital, decide escribir Madrid es una fiesta. Pero, lejos de que todo funcione bien, el gobierno empieza a ser inestable y tienen lugar varios episodios violentos entre anarquistas y comunistas. Y, además, los franquistas planean un segundo golpe.
- Datos: Q5832000